# (14562) 1997 YQ19
(14562) 1997 YQ19 es un asteroide perteneciente al cinturón de asteroides, descubierto el 27 de diciembre de 1997 por el equipo del Beijing Schmidt CCD Asteroid Program desde la Estación Xinglong, Hebei, China.

## Designación y nombre
Designado provisionalmente como 1997 YQ19.

## Características orbitales
1997 YQ19 está situado a una distancia media del Sol de 3,126 ua, pudiendo alejarse hasta 3,681 ua y acercarse hasta 2,570 ua. Su excentricidad es 0,178 y la inclinación orbital 17,365 grados. Emplea 2018,37 días en completar una órbita alrededor del Sol.
Los próximos acercamientos a la órbita de Júpiter ocurrirán el 19 de junio de 2088, el 17 de noviembre de 2098 y el 20 de diciembre de 2170.

## Características físicas
La magnitud absoluta de 1997 YQ19 es 13,24. Tiene 9,259 km de diámetro y su albedo se estima en 0,156.